# Барашков, Валерий Васильевич
Валерий Васильевич Барашков (род. 9 июля 1950) — белорусский педагог, первый Народный учитель Республики Беларусь (2016).

## Биография
Родился 9 июля 1950 года.
- 1967—1972: студент Могилевского государственного педагогического института им. А. А. Кулешова;
- 1974—1990: учитель физики Осиновской средней школы Чаусского района Могилевской области;
- 1990—1998: учитель физики Могилевского государственного областного лицея № 1;
- в 1995: окончил аспирантуру при Национальном институте образования;
- с 1998 заместитель директора по учебно-методической работе учреждения образования «Могилевский государственный областной лицей № 1».

## Работа с одарёнными школьниками
За годы работы в лицее Барашков В. В. подготовил 99 победителей областных и 77 победителей республиканских олимпиад; 9 медалей и 1 похвальный отзыв завоевали его ученики на международных олимпиадах по физике.
- 1996 (Норвегия): Козначеев Иван (серебряная медаль), Ваннэ Юлиан (бронзовая медаль);
- 1997 (Канада): Кузьмин Андрей (бронзовая медаль);
- 1998 (Исландия): Андреев Дмитрий (бронзовая медаль);
- 2000 (Англия): Дедов Виктор (поощрительный отзыв);
- 2001 (Турция): Ермолицкий Александр (золотая медаль), Максимов Сергей (серебряная медаль);
- 2004 (Корея): Сакович Руслан (золотая медаль);
- 2008 Международная олимпиада школьников стран СНГ и Балтии по физике (Москва): Гущин Михаил (бронзовая медаль);
- 2009 (Мексика): Гущин Михаил (диплом I степени).

Лицеисты принимали участие в работе республиканской летней научно-исследовательской школы в п. Лужесно Витебской области; творческие работы, написанные учащимися под руководством Валерия Васильевича, неоднократно отмечались дипломами на различных конкурсах и печатались в сборнике материалов летней школы и журнале «Фокус».

## Публикации
Барашков В. В. — автор десяти публикаций в различных научно-методических изданиях. Некоторые из них:
- Барашков В. В. Обучающие упражнения по кинематике // Вестник Могилевского государственного университета им. А. А. Кулешова. — 2002. — № 2-3.
- Барашков В. В. Обучающие упражнения по динамике // Фізіка. Праблемы выкладання — 2002. — № 3.
- Барашков В. В. Механика. 9 класс. Обучающие и контролирующие упражнения. — Мозырь: Белый ветер, 2002.
- Барашков В. В. Пособие для устных ответов (физика 9 класс). Архивная копия от 2 января 2012 на Wayback Machine — Могилев: МГОИПКиПРР, 2006.
- Барашков В. В. Физика 10 класс. Пособие для устных ответов (профильный уровень). Архивная копия от 2 января 2012 на Wayback Machine — Могилев: УО «МГОИПК и ПРР и СО», 2007. — 54 с.
- Барашков В. В. Физика 11 класс. Пособие для устных ответов (профильный уровень). — Могилев: УО «МГОИПК и ПРР и СО», 2007. — 48 с.
- Барашков В. В. Решение экспериментальных олимпиадных задач по физике. — Могилев: МГОИРО, 2011.

## Награды
Педагогическая деятельность Барашкова В. В. неоднократно отмечалась наградами:
- 1985 год — Грамота Министерства образования Республики Беларусь,
- 1986 год — Орден Трудовой Славы ІІІ степени,
- 1989 год — присвоено звание «Учитель-методист»,
- 1990 год — Премия Н. К. Крупской,
- 1997 год — присвоено звание «Заслуженный учитель Республики Беларусь»,
- Грамоты управления образования Могилевского облисполкома (1996, 1999, 2000, 2004, 2005 г.г.),
- Грамоты Могилевского областного исполнительного комитета (1996, 2005 г.г.),
- 2005 год — персональная надбавка за выдающийся вклад в социально-экономическое развитие республики,
- Премии специального фонда Президента Республики Беларусь по социальной поддержке одаренных учащихся и студентов (1998, 2001, 2003, 2008, 2009 г.г.),
- 2010 год — Грамота Могилевского городского исполнительного комитета,
- 2016 год — присвоено звание «Народный учитель Республики Беларусь».